# Немфідій
Немфідій (лат. Nemfidius; д/н — 702) — патрикій Провансу і префект Марселю в 700—702 роках.

## Життєпис
Походив з галло-римської знаті. Разом з тим відомостей про нього обмаль. Відомо про декілька срібних монет з монограмою Немфідія. Також згадується в картулярії абатства Сен-Віктора в Марселі.
Ймовірно, був призначений на посаду патрикія Провансу мажордомом Дрогоном. Намагався придушити сепаратистські тенденції, спираючись на духівництво та міста.
Помер за невідомих обставин 702 року, але, на думку інших, міг керувати частиною Провансу до 708 або 710 року, втім це викликає сумнів. Його наступник Антенор конфіскував пожертву, яку зробила Адальтруда, удова Немфідія, монастирю Сен-Віктора в Марселі.